# 约翰·赫伊津哈

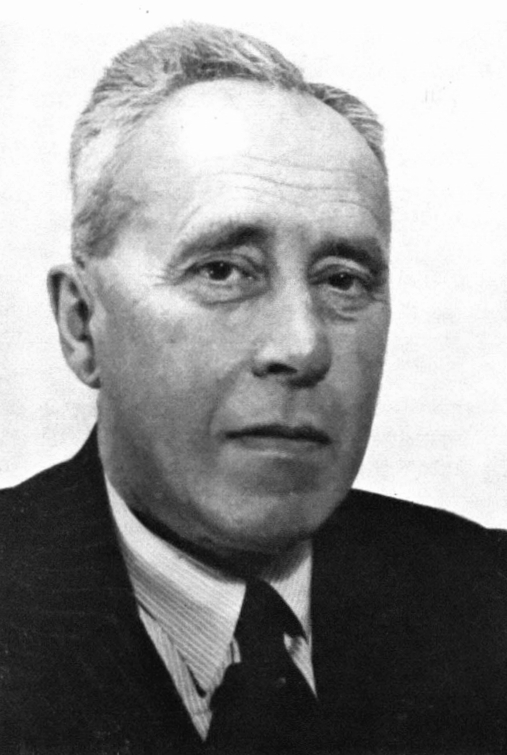
约翰·赫伊津哈

约翰·赫伊津哈（荷蘭語：Johan Huizinga，1872年12月7日—1945年2月1日）是荷兰的语言学家和历史学家。
出生于荷兰的格罗宁根。在上学时就掌握了阿拉伯语。1891年考入格罗宁根大学学习文学和梵文。隨後於1896年以比較語言學的論文（關於梵文）取得學位。接著他進入哈勒蒙（Haarlem）高級中學教歷史課，在其間他出版了他唯一的一部古代史著作《哈勒蒙的興起》。
之後他透過他的導師布洛特（P. J. Blot）引薦下在1905年進入格羅寧根大學擔任歷史學教授，而於1915年成為萊顿大學教授，1932年任校長。
赫伊津哈的論著豐富。主要有1905年就職演講《歷史表現中的審美因素》（Het aesthetische bestanddeel van geschiedkundige voorstellingen）、1918年向學生介紹美國史而寫的《美國的個人與大眾》（Mench enmenigte in Amerika）、1919年的成名作《中世紀的衰落》（The Waning of the Middle Ages）、1924年的《鹿特丹的伊拉斯謨》（Erasmus of Rotterdam）、1938年的《遊戲的人》（Homo Ludens: A Study of the Play-Element in Culture ）。
1942年他被德国人逮捕囚禁，1945年荷蘭解放前夕病逝。

## 著作
- 《我的历史之路》
- 《中世纪的衰落》
- 《明天即将来临》
- 《游戏的人》